# Переулок Ляпунова (Одесса)
Переулок Ляпунова — короткая (285 м) улица в исторической части Одессы, от Софиевской улицы до улицы Пастера.

## История
Известен с конца XIX века (тупик за отделением городской больницы). Обветшавшее больничное здание было снесено в 1902 году, освободившаяся территория, после благоустройства (были устроены тротуары, мостовые и даже газовое освещение — чугунный кронштейн газового фонаря сохранился на фасаде д. 7 (Шайкевича)), была безвозмездно передана городу.
Официально переулок был включён в городскую инфраструктуру в 1904 году.
Многократно менял своё название, первоначально, с 1876 года — Софиевский переулок, по близлежащей улице Софиевской. Затем, на непродолжительное время — Новый, Малый, Караводина, Скульптурный, с 1904 — снова Софиевский.
В одном из зданий в начале улицы была организована радио-телеграфная мастерская, преобразованная в 1919 году в радиозавод, на котором сотрудничали будущие академики Л. Мандельштам и Н. Д. Папалекси.
С 1938 по 1959 год переулок носит название Библиотечный, (с перерывом, начавшимся в 1941 году, в период румынской оккупации, и по 1947 год: переулок — Софиевский).
Современное название получил 1959 году в честь выдающегося математика А. М. Ляпунова (1857—1918), свои последние годы жившего по соседству — в д. 10 по Софиевской улице.

## Достопримечательности

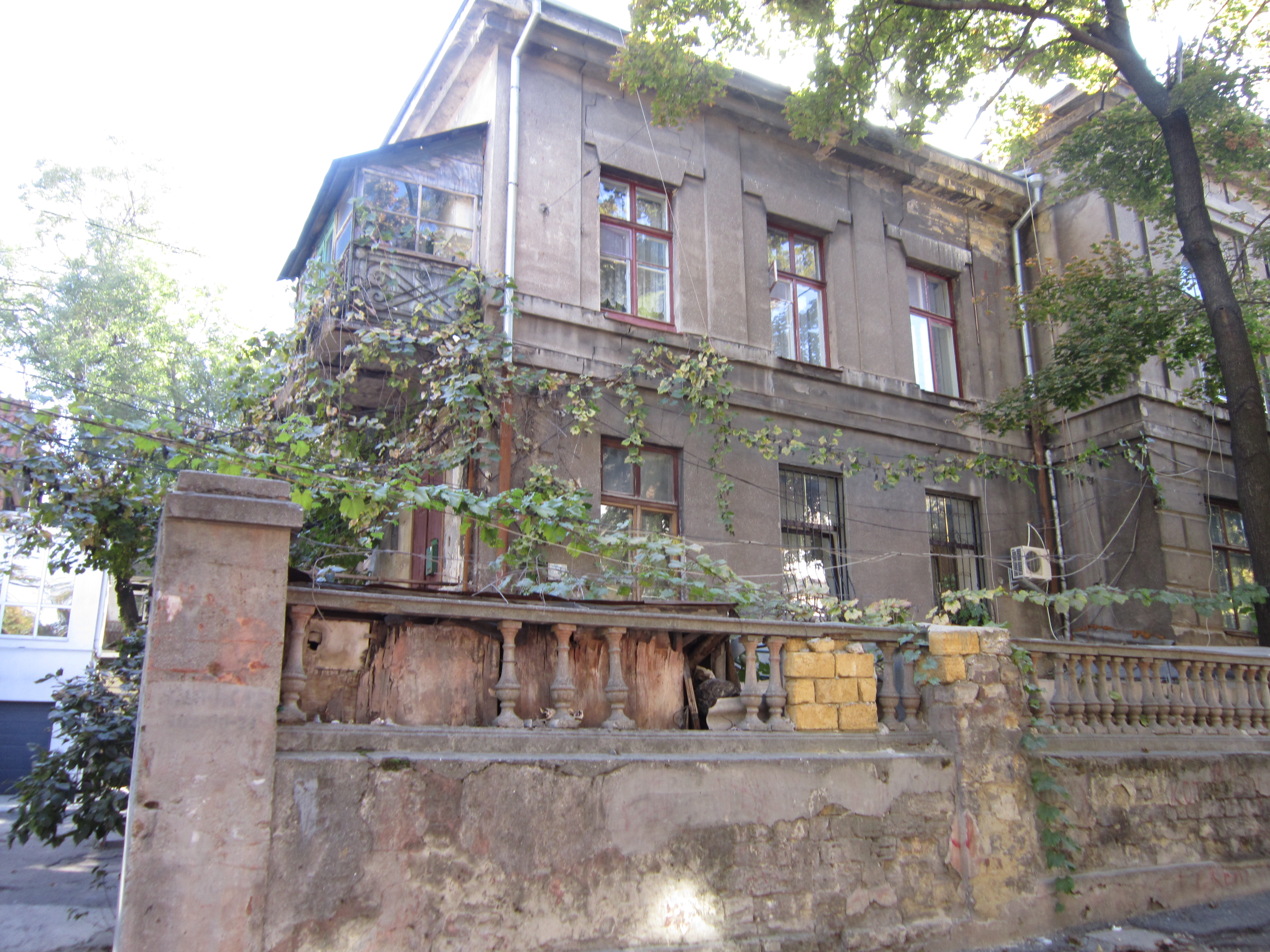
переулок Ляпунова, 3

д. 1 — Дом Л. А. Караводина (конец XIX века)

д. 2 — Доходный дом С. Швендер (1890, архитектор Мазиров)

д. 3 — Дом скульптора Эдуардса (1893, проект инженера Чиховича)

д. 4 — Дом врача-хирурга А. В. Чаушанского. Перед войной жил поэт Орест Номикос

д. 5 — Дом Ф. Бергау

д. 6 — Дом П. Фейрера

д. 7 — Доходный дом Г. С. Шайкевича

д. 8 — Дом И. Скроцкого

д. 9 — Доходный дом Шварцштейна (конец XIX века, архитектор Н. Толвинский)

д. 12 — Доходный дом П. Н. Козинца

## Известные жители

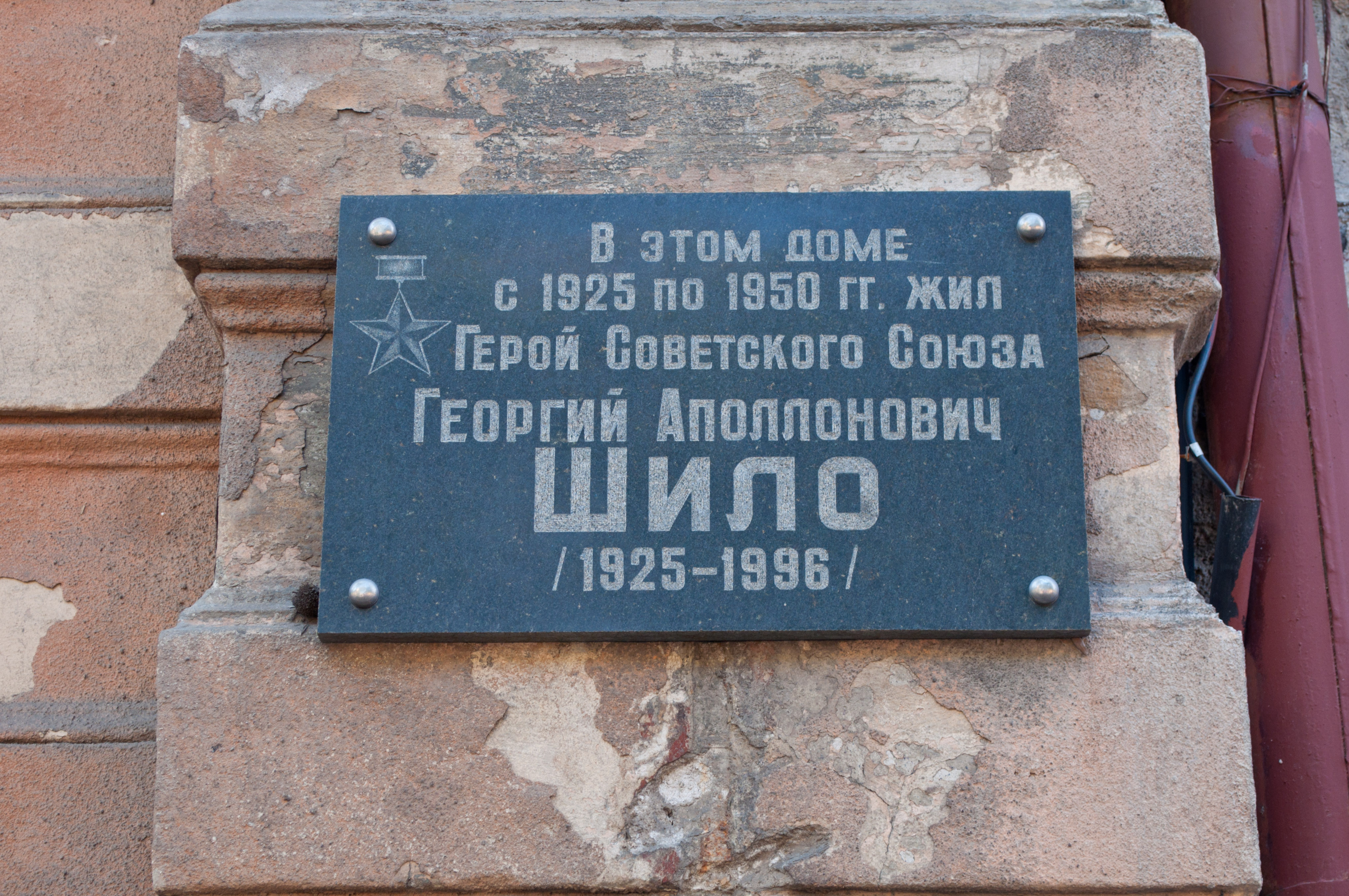
Софиевская, д. 8/Ляпунова, д. 1

Крупнейшим землевладельцем на улице был отставной корнет Л. Караводин.
В конце июня 1885 года в Одессу приехал Михаил Врубель, он возобновил знакомство с Б. Эдуардсом, вместе с которым когда-то посещал рисовальную школу. Эдуардс вместе с К. Костанди пытался в тот период реформировать Одесскую художественную школу и решил привлечь к этой работе и Врубеля. Он поселил живописца в собственном доме (пер. Ляпунова, 1) и уговаривал остаться в Одессе навсегда.
В д. 1 с 1898 по 1941 год жил композитор П. Молчанов. В этом же доме прошли детские-юношеские годы будущего Героя Советского Союза Георгия Шило.